# Gouvernement Gruevski II
Pour les articles homonymes, voir Gouvernement Gruevski.
République de Macédoine
Gruevski I Gruevski III
Le gouvernement Gruevski II (en macédonien : Втора влада на Груевски) est le gouvernement de la république de Macédoine entre le 26 juillet 2008 et le 28 juillet 2011, durant la sixième législature de l'Assemblée.

## Coalition et historique
Dirigé par le président du gouvernement conservateur sortant Nikola Gruevski, au pouvoir depuis août 2006, ce gouvernement est constitué et soutenu par une coalition gouvernementale entre l'Organisation révolutionnaire macédonienne intérieure - Parti démocratique pour l'Unité nationale macédonienne (VMRO-DPMNE) et l'Union démocratique pour l'intégration (BDI/DUI). Ensemble, ils disposent de 81 députés sur 120, soit 67,5 % des sièges de l'Assemblée.
Il est formé à la suite des élections législatives anticipées du 1er juin 2008 et succède au gouvernement Gruevski I, constitué et soutenu par une coalition entre la VMRO-DPMNE et le Parti démocratique des Albanais (PDSh/DPA). En mars 2008, le PDSh/DPA se retire de la coalition pour protester contre le retard dans la mise en œuvre des accords d'Ohrid, puis l'OTAN ne peut approuver l'adhésion du pays du fait du conflit sur son nom avec la Grèce, ce qui amène à la tenue d'élections anticipées.
En janvier 2011, l'Union sociale-démocrate de Macédoine (SDSM) décide de boycotter le travail parlementaire pour protester contre les actions judiciaires dont font l'objet les médias lui étant favorables. Après quatre mois de blocage, le président du gouvernement décide de dissoudre de nouveau l'Assemblée. Aux élections législatives anticipées du 5 juin suivant, la VMRO-DPMNE connaît un recul, mais la bonne tenue de la BDI/DUI permet la formation du gouvernement Gruevski III.

## Composition

### Initiale (26 août 2008)
| Portefeuille                                                               | Titulaire | Titulaire                  | Parti      |
| -------------------------------------------------------------------------- | --------- | -------------------------- | ---------- |
| Président du gouvernement                                                  |           | Nikola Gruevski            | VMRO-DPMNE |
| Vice-président du gouvernement Chargé des Affaires économiques             |           | Zoran Stavreski            | VMRO-DPMNE |
| Vice-président du gouvernement Chargé de l'Application des accords d'Ohrid |           | Abdilakim Ademi            | BDI/DUI    |
| Vice-président du gouvernement Chargé de l'Intégration européenne          |           | Ivika Bosevski             | VMRO-DPMNE |
| Ministre des Finances                                                      |           | Trajko Slaveski            | VMRO-DPMNE |
| Ministre des Transports et des Communications                              |           | Mile Janakieski            | VMRO-DPMNE |
| Ministre de l'Intérieur                                                    |           | Gordana Jankulovska        | VMRO-DPMNE |
| Ministre des Affaires étrangères                                           |           | Antonio Milososki          | VMRO-DPMNE |
| Ministre de l'Économie                                                     |           | Fatmir Besimi              | BDI/DUI    |
| Ministre de la Défense                                                     |           | Zoran Konjanovski          | VMRO-DPMNE |
| Ministre de la Société de l'information                                    |           | Ivo Ivanovski              | VMRO-DPMNE |
| Ministre du Travail et de la Politique sociale                             |           | Xhelal Bajrami             | BDI/DUI    |
| Ministre de la Justice                                                     |           | Mihajlo Manevski           | VMRO-DPMNE |
| Ministre de la Santé                                                       |           | Bujar Osmani               | BDI/DUI    |
| Ministre de l'Agriculture, des Forêts et des Eaux                          |           | Ace Spasenovski            | SPM        |
| Ministre des Affaires locales                                              |           | Muka Xhaferi               | BDI/DUI    |
| Ministre de l'Éducation et de la Science                                   |           | Pero Stojanovski           | VMRO-DPMNE |
| Ministre de la Culture                                                     |           | Elizabeta Kačevska Mileska | VMRO-DPMNE |
| Ministre de l'Environnement                                                |           | Nexhet Jakupi              | BDI/DUI    |

### Remaniement du 10 juillet 2009
- Les nouveaux ministres sont indiqués en gras, ceux ayant changé d'attributions en italique.

| Portefeuille                                                               | Titulaire | Titulaire                  | Parti      |
| -------------------------------------------------------------------------- | --------- | -------------------------- | ---------- |
| Président du gouvernement                                                  |           | Nikola Gruevski            | VMRO-DPMNE |
| Vice-président du gouvernement Chargé des Affaires économiques             |           | Vladimir Peševski          | VMRO-DPMNE |
| Vice-président du gouvernement Chargé de l'Application des accords d'Ohrid |           | Abdilakim Ademi            | BDI/DUI    |
| Vice-président du gouvernement Chargé de l'Intégration européenne          |           | Vasko Nomovski             | VMRO-DPMNE |
| Vice-président du gouvernement Ministre des Finances                       |           | Zoran Stavreski            | VMRO-DPMNE |
| Ministre des Transports et des Communications                              |           | Mile Janakieski            | VMRO-DPMNE |
| Ministre de l'Intérieur                                                    |           | Gordana Jankulovska        | VMRO-DPMNE |
| Ministre des Affaires étrangères                                           |           | Antonio Milososki          | VMRO-DPMNE |
| Ministre de l'Économie                                                     |           | Fatmir Besimi              | BDI/DUI    |
| Ministre de la Défense                                                     |           | Zoran Konjanovski          | VMRO-DPMNE |
| Ministre de la Société de l'information                                    |           | Ivo Ivanovski              | VMRO-DPMNE |
| Ministre du Travail et de la Politique sociale                             |           | Xhelal Bajrami             | BDI/DUI    |
| Ministre de la Justice                                                     |           | Mihajlo Manevski           | VMRO-DPMNE |
| Ministre de la Santé                                                       |           | Bujar Osmani               | BDI/DUI    |
| Ministre de l'Agriculture, des Forêts et des Eaux                          |           | Ljupčo Dimovski            | SPM        |
| Ministre des Affaires locales                                              |           | Muka Xhaferi               | BDI/DUI    |
| Ministre de l'Éducation et de la Science                                   |           | Nikola Todorov             | VMRO-DPMNE |
| Ministre de la Culture                                                     |           | Elizabeta Kačevska Mileska | VMRO-DPMNE |
| Ministre de l'Environnement                                                |           | Nexhet Jakupi              | BDI/DUI    |